# セラク
株式会社セラク（英: SERAKU Co., Ltd.）は、東京都新宿区に本社を置き、ITアウトソーシングサービスを展開する日本の企業である。農業IoTプラットフォームである「みどりクラウド」を始め、システムインテグレーション事業、並びにデジタルトランスフォーメーション事業を主軸とした総合的なITソリューションを提供する。

## 概要
1987年（昭和62年）創業。教育力による人材創出に力を入れ、AI、IoT、BigData、RPAなどハイエンドテクノロジーを活用したデジタルトランスフォーメーション（Dx）と、クラウド・WEB・ITインフラストラクチャといったICTのベースとなるシステムインテグレーション（SI）を主な事業領域とする。また、成長分野の農業IoTサービス「みどりクラウド」を展開している。

## 沿革
- 1987年12月 - 株式会社セラク設立
- 1994年4月 - マルチメディアビジネス部門設立
- 1994年11月 - パソコンネットワーク「サンネット」を埼玉県大宮市に開設
- 1995年1月 - インターネット事業部設立、コンテンツ制作業務開始
- 1997年4月 - インターネット事業部、システム開発業務へ本格参入
- 2001年7月 - 業務拡張の為、本社を西新宿に移転
- 2002年9月 - ネットワークソリューション事業部設立
- 2004年11月 - 札幌支社を開設
- 2004年9月 - ウェブソリューション事業部設立
- 2006年1月 - 大阪支店を開設
- 2006年5月 - 福岡支店を開設
- 2007年11月 - ISO27001（ISMS：情報セキュリティマネジメントシステム）取得
- 2007年4月 - マイクロソフト認定ゴールドパートナー取得
- 2008年9月 - システムソリューション事業部設立 シスコ社認定プレミアパートナー取得
- 2008年11月 - 東京本社・別館（東新宿オフィス）増床・移転
- 2009年5月 - AndroidやiPhone向けアプリの各種リリースを開始
- 2010年5月 - 教育ビジネス事業部設立
- 2010年5月 - BMOC事業部設立
- 2010年10月 - How to動画専門C to Cマーケットサイトcomoco.tvサイトを公開
- 2010年11月 - シトリックス・システムズ・ジャパン株式会社認定Citrix Solution Advisor(Silver)パートナー取得
- 2010年11月 - ヴイエムウェア株式会社認定VMware Solution Provider(Professional)パートナー取得
- 2010年11月 - 運用コンサルティング事業部設立
- 2010年11月 - モバイルソリューション事業部設立
- 2010年11月 - コンテンツメディア事業部設立
- 2011年2月 - 札幌支店を北3条から北1条へ移転・増床
- 2011年7月 - Androidを組込んだ鏡型情報端末「スマート洗面台」を発表
- 2011年9月 - 中国遼寧省瀋陽市に海外子会社「世科信息技術（瀋陽）有限公司」を設立
- 2011年9月 - システムソリューション事業部とモバイルソリューション事業部を統合し、スマートソリューション事業部を設立
- 2011年10月 - Google Developer Day 2011にて「スマート洗面台」を出展
- 2012年2月 - NPO 日本Androidの会にシルバースポンサーとして加盟
- 2012年4月 - 札幌WEBオペレーションセンターを設立
- 2012年5月 - 「スマート洗面台」の新型を発表
- 2012年8月 - 中小企業のIT活用を総合的に支援する「IT侍」をリリース
- 2013年1月 - iPhone向けゲームアプリ「元祖天ぷら侍」をリリース
- 2013年5月 - Androidを使った近未来型家庭菜園「スマート野菜工場」を発表
- 2013年9月 - ITインフラ事業部の派生サービスとして、通信・ハードウェア部を設立
- 2013年10月 - Droidcon London 2013にて「スマート洗面台」「スマート野菜工場」を招待展示
- 2013年12月 - 雇用創出効果の高い企業を表彰する新日本有限責任監査法人主催の「Job Creation 2013」にて11位を受賞
- 2014年4月 - 新サービス開発本部、新技術研究開発本部を設立
- 2014年5月 - 名古屋支社を開設
- 2014年6月 - 大阪支社増床・移転
- 2014年9月 - 横浜支社を開設
- 2014年10月 - 米国PMI認定R.E.P.（Registered Education Provider）登録
- 2014年11月 - プロジェクトマネジメント研修プログラムの販売開始
- 2015年7月 - ISO9001（QMS：品質マネジメントシステム）取得
- 2015年11月 - 圃場モニタリングシステム「みどりクラウド」発売開始
- 2015年11月 - セラクオペレーションセンター（SOC)を開設
- 2016年4月 - 農業IoT「みどりクラウド」の通信ゲートウェイである「みどりボックス」がMicrosoft Azure Certified for Internet of Things(IoT)を取得
- 2016年5月 - 既存製品・サービスをIoT化できるIoTプラットフォーム「SERAKU IoT Platform Service」の提供を開始
- 2016年7月 - 東京証券取引所マザーズに上場
- 2016年11月 - 東京本社フロア統合・増床
- 2017年6月 - 南島原農業IT研究所を開設
- 2017年7月 - 奥出雲農業IT研究所を開設
- 2017年10月 - 農業IoTサービス「みどりクラウド」がグッドデザイン賞を受賞
- 2017年11月 - 東京証券取引所1部に上場
- 2018年4月 - 株式会社ピーズエンジニアリングの全株式を取得し子会社化
- 2018年10月 - 株式会社セラクECAを設立
- 2023年10月 - 東京証券取引所スタンダード市場へ市場変更

## 主なサービス

### システムインテグレーション(SI)事業
ITインフラ
- クラウドインテグレーション
- ネットワーク/サーバー設計・構築・運用
- ITインフラ/クラウド運用支援

WEBソリューション
- iOS/Androidアプリ開発
- WEBアプリケーションシステム開発
- 品質保証(テスト設計・検証実施)
- プロジェクトマネジメントコンサルティング
- WEBプロモーション施策
- UI/UX設計
- デジタルクリエイティブ(広告・WEB・各種メディアにおけるコンテンツ企画・演出・デザイン・アートディレクション)
- 運用・改善支援

### デジタルトランスフォーメーション(Dx)事業
農業IT
- 農業IT導入コンサルティング
- 農業生産・流通支援
- 農業AI構築

IoTソリューション
- IoTコンサルティング
- PoC導入
- IoTデータ活用・運用支援

データサイエンス
- データ活用コンサルティング
- データ分析基盤構築
- AI導入/運用
- データクレンジング

RPAソリューション
- RPAコンサルティング
- RPA技術支援/トレーニングサービス
- RPAシステム運用支援

デジタルマーケティング
- アドテクノロジー企画運用
- アクセスデータ解析
- セキュリティインテグレーション

ビジネスインテリジェンス事業
- Salesforce導入
- Salesforce定着化支援
- Salesforce運用支援
- Salesforceトレーニング支援
- Salesforceコンサルティング支援
- Pardot導入支援
- Pardot活用支援

## 事業拠点
- 東京本社（新宿区）〒160-0023 東京都新宿区西新宿7-5-25 西新宿プライムスクエア 6F
- 東京第二本社  〒160-0023 東京都新宿区西新宿7-5-25 西新宿プライムスクエア13F
- 札幌支社  〒060-0001 北海道札幌市中央区北1条西5丁目2-9 北一条三井ビル6F横浜支社
- 横浜支社　〒221-0052 神奈川県横浜市神奈川区栄町５-１ 横浜クリエーションスクエア9F名古屋支社
- 名古屋支社　〒450-0001 愛知県名古屋市中村区那古野1-47-1 名古屋国際センタービル7F
- 刈谷支店　〒448-0857 愛知県刈谷市大手町2-29 ＩＮＯビル3階
- 大阪支社　〒550-0004 大阪府大阪市西区靭本町1-11-7 信濃橋三井ビル12F
- 福岡支社　〒812-0011 福岡県福岡市博多区博多駅前3-25-21 博多駅前ビジネスセンター3F
- 南島原農業ＩＴ研究所（長崎県）〒859-2602 長崎県南島原市加津佐町戊1208番地 赤い屋根のふるさと交流館
- 奥出雲農業ＩＴ研究所（島根県）〒699-1513 島根県仁多郡奥出雲町三沢501-1 奥出雲町起業・創業支援施設

## グループ企業
- 世科信息技術有限公司 瀋陽オフィス  〒110013 中国遼寧省瀋陽市瀋河区悦賓街1号 方圓大厦702室  大連オフィス  〒116011 中国遼寧省大連市西崗区中山路147号 森茂大厦1305C
- 株式会社ピーズエンジニアリング  〒104-0061 東京都中央区銀座1-6-5 銀座Bビル9階
- 株式会社SERAKU ECA  〒160-0023 東京都新宿区西新宿7-5-25 西新宿プライムスクエア 7F